# BBC Master

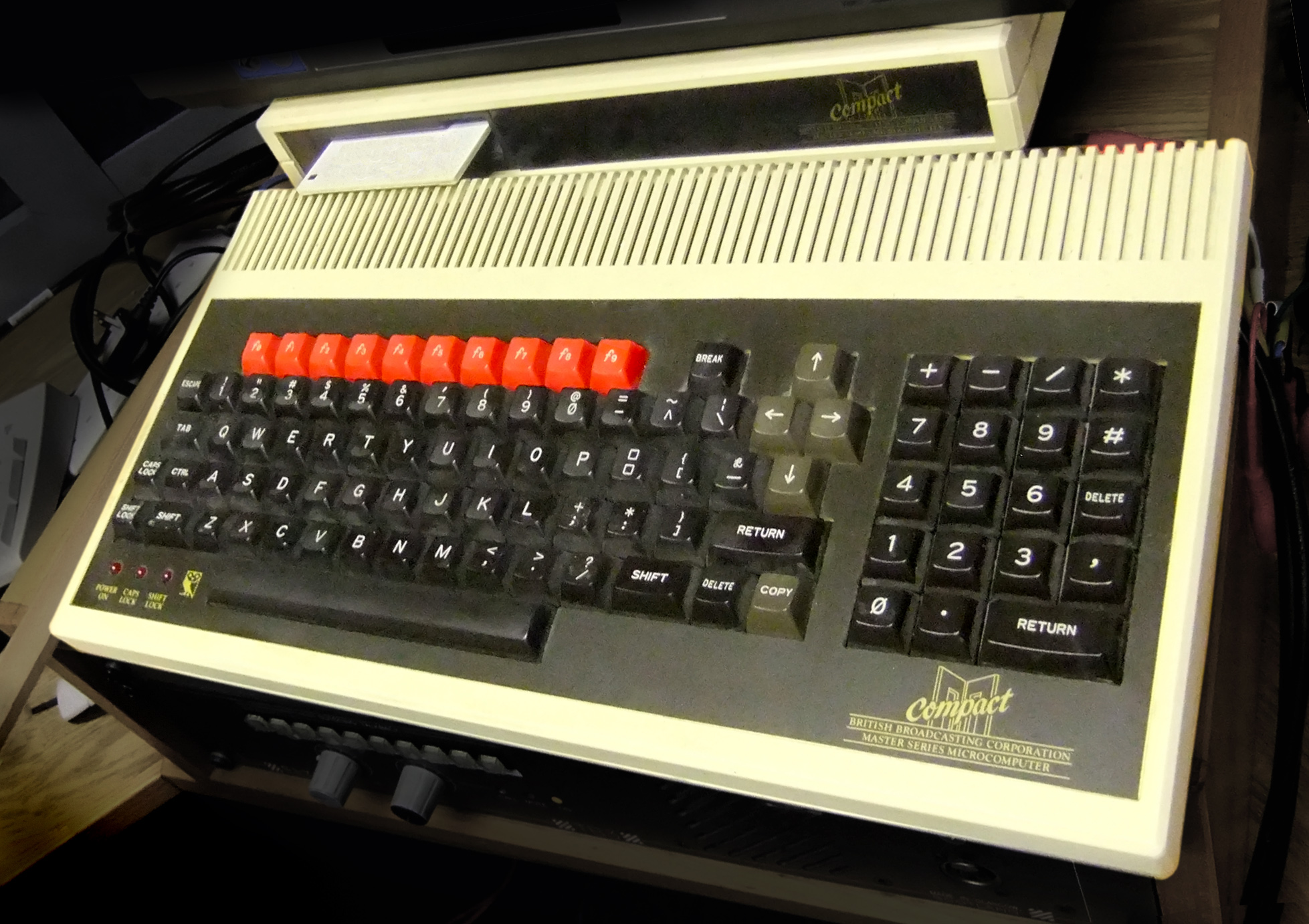
BBC Master Compact

BBC Master — 8-разрядный домашний компьютер, спроектированный и выпускавшийся компанией Acorn Computers Ltd. Компьютер был создан по заказу British Broadcasting Corporation (BBC) и предлагался в качестве наследника BBC Micro Model B.
Хотя и предполагалось, что BBC Master сохраняет программную совместимость с «правильно написанными» программами для своего предшественника, был ряд проблем с запуском старых программ, в частности игр.

## Модели
- Master 128 — «стандартная» модель с 128 КБ ОЗУ и 128 КБ ПЗУ. Выпускалась по 1983 год.
- Master Turbo — модель с картой сопроцессора 65C102 на частоте 4 МГц.
- Master AIV — Advanced Interactive Videodisc, модель с интерфейсом SCSI и VFS ROM, основа системы BBC Domesday System.
- Master ET — Econet Terminal, система спроектированная для использования в качестве сетевого терминала.
- Master 512 — система с картой сопроцессора Intel 80186 и 512 КБ ОЗУ.
- Master Scientific (не выпущена)
- Master Compact — система с отдельной клавиатурой.

## Технические характеристики
- Процессор: Rockwell R65SC12 на частоте 2 МГц
- ПЗУ: 128 КБ в Master 128, Master Turbo и Master 512; 64 КБ в Master ET
- ОЗУ: 128 КБ, включая 32 КБ основной памяти, 20 КБ «теневой» видеопамяти (включается в поле памяти основного ОЗУ), 12 КБ ОЗУ операционной системы, 64 КБ рабочего пространства (подключается банками по 16 КБ)
- Графика на базе чипа Motorola 6845, 8 различных режимов, разрешение до 640 × 256, до 8 цветов
- Звук: Texas Instruments SN76489, четыре независимых канала
- Приводы гибких дисков на контроллере WD1770
- Порт для подключения магнитофона с возможностью контроля мотора
- Порт Centronics для подключения принтера
- Последовательный порт RS-423, совместимый с RS-232
- Выход на телевизор и видеомонитор
- 15-контактный порт с четырьмя аналоговыми входами для подключения двух джойстиков, плюс специальный вход для светового пера
- Специальный разъём для включения второго процессора в модели Master 512
- 16-контактный разъём расширения

Видеорежимы:
- 0 — 640 × 256, 2 цвета, графика, 20 КБ
- 1 — 320 × 256, 4 цвета, графика, 20 КБ
- 2 — 160 × 256, 8 цветов, графика, 20 КБ
- 3 — 640 × 200, 2 цвета, текст 80 × 25 символов, 16 КБ
- 4 — 320 × 256, 2 цвета, графика, 10 КБ
- 5 — 160 × 256, 4 цвета, графика, 10 КБ
- 6 — 320 × 200, 2 цвета, текст 40 × 25 символов, 8 КБ
- 7 — 480 × 500, 8 цветов, телетекст 40 × 25 символов, 1 КБ